# Nyarokoba
Nyarokoba è una circoscrizione rurale (rural ward) della Tanzania situata nel distretto di Tarime, regione del Mara. Conta una popolazione di 15 670 abitanti (censimento 2012).